# Jesu Kristi kyrka av sista dagars heliga, Uppsala
Jesu Kristi kyrka av sista dagars heliga i Uppsala är en kyrkobyggnad i Uppsala.

## Instrument
I kyrkan finne ett piano och ett harmonium.